# Helena Stępień
Helena Irena Stępień (ur. 29 stycznia 1928 w Probużnej, zm. 9 października 2017 w Olsztynie) – polska filolog, poseł na Sejm PRL IV i V kadencji.

## Życiorys
Córka Kazimierza i Stanisławy. Uzyskała wykształcenie wyższe filologiczne na Uniwersytecie Warszawskim, z zawodu nauczycielka. Była zatrudniona na stanowisku zastępcy dyrektora, a następnie dyrektora Studium Nauczycielskiego w Słupsku. Zasiadała w Komitecie Wojewódzkim Polskiej Zjednoczonej Partii Robotniczej w Koszalinie, była też sekretarzem zespołu partyjnego przy Oddziale Związku Nauczycielstwa Polskiego oraz członkinią egzekutywy Podstawowej Organizacji Partyjnej w Studium Nauczycielskim.
W 1965 i 1969 uzyskiwała mandat posła na Sejm PRL w okręgu Koszalin, przez dwie kadencje zasiadała w Komisji Oświaty i Nauki.
Pochowana 31 października 2017 na Starym Cmentarzu w Słupsku. 

## Odznaczenia
- Krzyż Kawalerski Orderu Odrodzenia Polski
- Odznaka 1000-lecia Państwa Polskiego (1966)[3]